# Buriram (provincie)
Buriram (Thais alfabet: บุรีรัมย์) is een Thaise provincie in het noordoosten van Thailand in het gebied dat ook wel Isaan wordt genoemd. In December 2002 had de provincie 1.545.779 inwoners, waarmee het de 6e provincie qua bevolking in Thailand is. Met een oppervlakte van 10.321,9 km² is het de 17e provincie qua omvang in Thailand. De provincie ligt op ongeveer 410 kilometer van Bangkok. Buriram grenst aan Khon Kaen, Maha Sarakham, Surin, Cambodja, Prachinburi en Nakhon Ratchasima. Buriram ligt niet aan zee.

## Provinciale symbolen
|  | Het provinciale zegel toont het Phanom Rung zandstenen kasteel in het Phanom Rung historisch park. De provinciale bloem is de Yellow Cotton Tree (Cochlospermum regium) en de provinciale boom is de Pink Shower (Cassia grandis). |

## Geografie
Buriram ligt aan de zuidkant van het Khorat plateau. Er liggen verscheidene dode vulkanen in de provincie. Aan de zuidkant vormen de Dongrek bergen de grens met Cambodja. De Mun rivier stroomt door het noorden van de provincie.

## Politiek

### Bestuurlijke indeling
De provincie is onderverdeeld in 21 districten (Amphoe) en 2 subdistricten (King Amphoe). De districten zijn verder onderverdeeld in 189 gemeentes (Tambon) en 2212 dorpen.
| Amphoe \| 1. Mueang Buri Ram 2. Khu Mueang 3. Krasang 4. Nang Rong 5. Nong Ki 6. Lahan Sai 7. Prakhon Chai 8. Ban Kruat 9. Phutthaisong 10. Lam Plai Mat 11. Satuek \| 12. Pakham 13. Na Pho 14. Nong Hong 15. Phlapphla Chai 16. Huai Rat 17. Non Suwan 18. Chamni 19. Ban Mai Chaiyaphot 20. Non Din Daeng 23. Chaloem Phra Kiat \| | King Amphoe 21. Ban Dan 22. Khaen Dong |  |
| 1. Mueang Buri Ram 2. Khu Mueang 3. Krasang 4. Nang Rong 5. Nong Ki 6. Lahan Sai 7. Prakhon Chai 8. Ban Kruat 9. Phutthaisong 10. Lam Plai Mat 11. Satuek | 12. Pakham 13. Na Pho 14. Nong Hong 15. Phlapphla Chai 16. Huai Rat 17. Non Suwan 18. Chamni 19. Ban Mai Chaiyaphot 20. Non Din Daeng 23. Chaloem Phra Kiat |  |

## Geschiedenis
In Buriram waren al vestigingen ten tijde van het Khmer-rijk waar dit gebied een onderdeel van uitmaakte van ongeveer de 9e eeuw tot de 12e eeuw. Veel overblijfselen uit die tijd zijn nog zichtbaar. De grootste hiervan zijn op een dode vulkaan, de ruïnes in het Phanom Rung historisch park. Na de overheersing door de Khmers is het gebied lange tijd onderdeel geweest van Lan Xang, alhoewel het gebied regelmatig betwist werd met het koninkrijk Ayutthaya en de vroege Cambodjaanse staat (voortzetting van het oude Khmer-rijk).